# بضائع بديلة

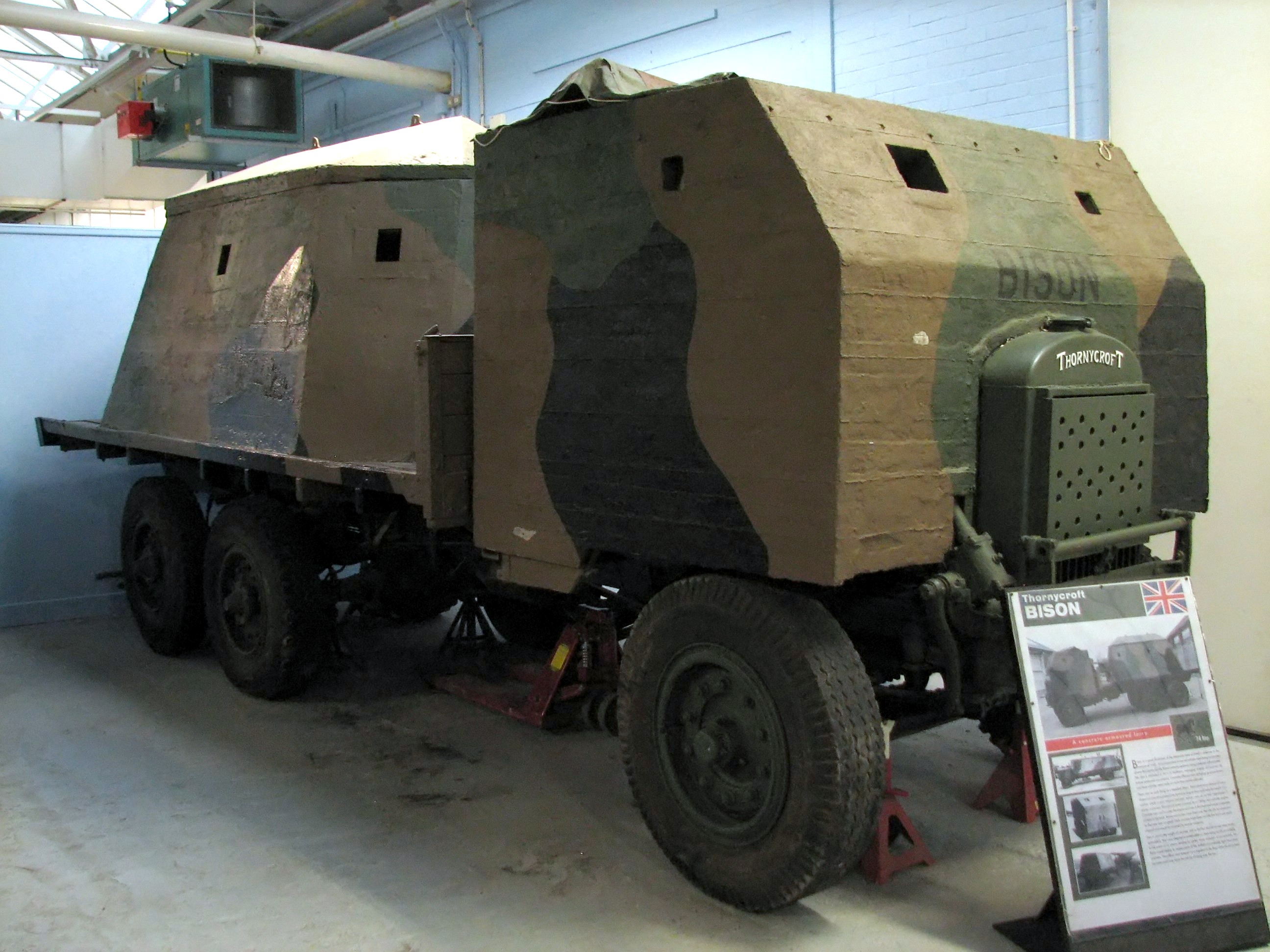

بضائع «إرزاتس» أو البضائع البديلة هي بضائع تعويضية وخاصة تلك التي تعتبر في منزلة دون منزلة البضاعة التي تعوضها.
يرتبط المصطلح بأوقات الحروب بصفة خاصة.

## علم الاشتقاق
كلمة Ersatz هي كلمة ألمانية تعني «بديل» أو «عوض» حرفيًا. بالرغم من استخدامها كنعت في اللغة الإنجليزية، إلا أنها تستخدم كاسم في اللغة الألمانية. في علم الهجاء الألماني، تستخدم أسماء الجمل عادة ككلمة واحدة لتصنع أسماء مركبة مثل Ersatzteile (قطع الغيار) وErsatzspieler (لاعب بديل). عندما يستخدم المصطلح في الإنجليزية، فهو عادة يعني أن البديل ذو جودة غير مرضية أو رديئة بالمقارنة مع «الشئ الأصلي». أما في الألمانية، تضمين أشباه هذه المعاني غير متأصل ويعتمد بالضرورة على السياق الواقعي؛ ففي اللغة الألمانية كلمة Ersatzteile (قطع غيار) هي لفظ تقني ولا يتضمن أي مؤشرات للجودة. لكن في حالات أخرى، يمكن أن تعني الكلمة أشياء بجودة أقل كما في Kaffeeersatz  (القهوة الغير مصنعة من حبوب بن أصلية).

## السياق التاريخي

### الحرب العالمية الأولى
في الشهور الافتتاحية للحرب العالمية الأولى، كانت إمدادات القوات البديلة لقوات المشاة الألمانية المستنفذة في الحرب، تؤخذ من قوات Ersatz المدربة على مستوى أقل والذين كانوا أقل فعالية من القوات التي حلوا محلها. كما أن حصار الحلفاء البحري لألمانيا أدى إلى كساد التجارة البحرية مع ألمانيا مما أجبرها على استخدام بدائل للمنتجات مثل المركبات الكيميائية والمؤون. من منتجات «إرزاتس» التي تم تصنيعها في ذلك الوقت: المطاط الصناعي (المصنع من البترول) والبنزين كزيت للتسخين (غاز الفحم) والشاي المكون من توت العليق المطحون أو النعنان البري وبديل للقهوة مصنوع من البلوط أو حبات الفاصوليا بدلا من حبات القهوة.
يوجد مثال آخر لاستخدام الكلمة في ألمانيا بمشروعات بناء البحرية الألمانية في بداية القرن العشرين. في هذا السياق، تستخدم الصيغة «Ersatz(اسم السفينة)» لتوضح أن سفينة جديدة أكبر حجمًا أو أوسع مقدرة استبدلت سفينة قديمة أو مفقودة. استخدمت هذه الصيغة لأن العادة الألمانية تنص على عدم ذكر اسم السفينة الجديدة حتى يتم اطلاقها في البحر مما يعني أن السفينة الجديدة كانت تعرف ب«إرزاتس (اسم السفينة القديمة)» طوال فترة تصنيعها. في نهاية الحرب العالمية الأولى، تم إعادة تصميم آخر ثلاث سفن من درجة «ماكنسين» المخططة من قوات طراد المعركة وعرفوا ببساطة كإرزاتس درجة يورك على وجه مبدئي لأن أول سفينة فيهم كانت تعتبر بديلة أو «إرزاتس» للسفينة الحربية المدرعة يورك.

### الحرب العالمية الثانية
في الحرب العالمية الثانية، كان Ersatzbröt (الخبز البديل) المصنع من نشاء البطاطس، والذي يمدد باستخدام باسطات مثل نشارة الخشب، يُصَنع خصيصا لأسرى الحرب. هذه العادة كانت منتشرة على الجبهة الشرقية ومعسكرات العمل والموت النازية العديدة. نتيجة لذلك، دخلت الكلمة ككلمة ازدرائية في اللغة الروسية واللغات السلافية الأخرى.
في بريطانيا، اشتهرت الكلمة أكثر كصفة من تجارب الآلاف من أفراد القتال المتحدثين بالإنجليزية من أمريكيين وبريطانيين وغيرهم، وبالأخص أفراد القوات الجوية، والذين تم القبض عليهم في مسرح العمليات الأوروبي في الحرب العالمية الثانية. كان الآسرون الألمان يعطون بضائع «إرزاتس» لأسرى الحرب الحلفاء هؤلاء. هذه البضائع منها الErsatzkaffee وهي قهوة Getreidekaffe أو قهوة بنٍ رديئة.

### الكتلة الشرقية
في الكتلة الشرقية، لم يكن بالإمكان إنتاج العديد من البضائع الزراعية بشكل محلي مثل الشاي والقهوة والمكسرات والحمضيات. كانت تلك الأشياء تُستورد من الخارج مع وجود احتياطي عملات أجنبية قليل أو كان يتم إنتاج بدائل دنيا محلية. في 1977، أدت أزمة القهوة بشرق ألمانيا إلى التمهيد للعديد من بدائل القهوة، والتي رفضتها العامة. صُنِعت بدائل الفواكه المسكرة والزبيب من الجزر المحلى والطماطم غير الناضجة.

## الفعالية
عندما يتم تخيير الناس بين بضائع بديلة، يميل الناس أكثر إلى اختيار بضاعة في نفس تصنيف البضاعة التي يريدونها لأجل اختيار بديل مبني على الهدف المرجو، أي يمكنه أن يحقق نفس الهدف الأصلي. فمثلًا، شخص يريد شوكولاتة من نوع فخم من المحتمل أكثر أن يختار شوكولاتة من نوع آخر كبضاعة بديلة، وليس نوع آخر من الحلوى أو المأكولات الخفيفة. وذلك لأن هذه البدائل من نفس النوع هم أسهل للمقارنة مع البضائع المرغوبة بالرغم من أن هذه البدائل أقل فعالية من البضائع البديلة ذات التصنيفات الأخرى والتي تؤدي نفس الغرض. يستطيع الناس ملاحظة وضاعة هذه البضائع أثناء الاستهلاك، وتؤدي تلك الملاحظة إلى كون هذه البضائع البديلة أقل إرضاءً من البضائع البديلة الأخرى المبنية على تحقيق نفس الهدف من مجموعات تصنيفية أخرى.